# Club Deportivo Juventud Olímpica Metalio
El Club Deportivo Juventud Olímpica Metalio és un club salvadorenc de futbol de la ciutat de Sonsonate.

## Història
La temporada 1974-1975 el club fou anomenat Negocios Internacionales, retornant al nom de Juventud Olímpica la següent temporada. La temporada 2000 va perdre la categoria i baixà de primera a segona divisió. L'any 2004 baixà a tercera divisió.

## Palmarès
- Lliga salvadorenca de futbol: 2
  - 1971, 1973